# Карнс (округ, Техас)
Шаблон:StateAbbr_ 28°55′ пн. ш. 97°52′ зх. д. / 28.91° пн. ш. 97.86° зх. д.
Округ  Карнс (англ. Karnes County) — округ (графство) у штаті  Техас, США. Ідентифікатор округу 48255.

## Історія
Округ утворений 1854 року.

## Демографія
За даними перепису 2000 року загальне населення округу становило 15446 осіб, зокрема міського населення було 9511, а сільського — 5935. Серед мешканців округу чоловіків було 9173, а жінок — 6273. В окрузі було 4454 домогосподарства, 3246 родин, які мешкали в 5479 будинках. Середній розмір родини становив 3,15.
Віковий розподіл населення поданий у таблиці:
| Стать    | До 15 років | 15-21 | 22-29 | 30-39 | 40-49 | 50-65 | 65-85 | Понад 85 |
| -------- | ----------- | ----- | ----- | ----- | ----- | ----- | ----- | -------- |
| Чоловіки | 1376        | 905   | 1869  | 1915  | 1204  | 969   | 831   | 104      |
| Жінки    | 1367        | 613   | 517   | 760   | 834   | 898   | 1065  | 219      |

## Суміжні округи
- Ґонсалес — північний схід
- Девітт — схід
- Голіад — південний схід
- Бі — південь
- Лайв-Оук — південний захід
- Атаскоса — захід
- Вілсон — північний захід

## Виноски
1. ↑  U.S. Decennial Census. United States Census Bureau. Архів оригіналу за 26 квітня 2015. Процитовано 2 травня 2015.
2. ↑  Texas Almanac: Population History of Counties from 1850–2010 (PDF). Texas Almanac. Архів оригіналу (PDF) за 26 лютого 2015. Процитовано 2 травня 2015.
3. ↑  State & County QuickFacts. United States Census Bureau. Архів оригіналу за 18 жовтня 2011. Процитовано 18 грудня 2013.(англ.) Наведено за англійською вікіпедією.
4. ↑  American FactFinder. Бюро перепису населення США. Архів оригіналу за 29 липня 2011. Процитовано 31 січня 2008.

| США | Це незавершена стаття з географії США. Ви можете допомогти проєкту, виправивши або дописавши її. |